# Litchfield (Quebec)
Litchfield es un municipio canadiense situado en la provincia de Quebec.

## Superficie
Litchfield tiene una superficie de 198,57 km².

## Demografía
En 2021, tenía 500 habitantes, una densidad poblacional de 2,5 hab./km², y 417 viviendas.